# Тёртл-Маунтин
Тёртл-Маунтин (англ. Turtle Mountain Indian Reservation; оджибве Mikinaakwajiwing) — индейская резервация племени равнинные оджибве, основная часть которой, расположена в северной части штата Северная Дакота, США.

## История
К концу XVIII века некоторые группы оджибве переместились на запад и стали тесными союзниками ассинибойнов и равнинных кри, с которыми они вели торговлю, заключали браки и боролись против общих врагов, прежде всего, сиу и гровантров. Уже к 1805 году сообщалось, что часть оджибве живёт среди ассинибойнов и кри и существует за счёт охоты на бизонов. После 1820 года равнинные оджибве установили тесные связи с появившимися поселениями метисов. Они охотились на бизонов вместе с метисами на юге Манитобы и на севере современного штата Северная Дакота.
В 1863 году равнинные оджибве заключили договор, согласно которому, части их крайней восточной территории были переданы США, а также создана резервация к северу от реки Пембина. Земли же в Черепашьих горах (англ. Turtle Mountains) и другие территории оджибве не были охвачены ни этим, ни какими-либо другими договорами. Таким образом, до начала 1870-х годов большая часть равнинных оджибве пребывала вне юрисдикции каких-либо договоров и формально не относилась ни к Соединённым Штатам, ни к Канаде. Большинство равнинных оджибве, живших на территории США, не было включено в различные договоры с американскими властями, касающихся западных равнин Северной Дакоты и примыкающих регионов в Монтане. Так как правительство США больше не заключало договоров с индейцами, в 1882 году в административном порядке была создана резервация Тёртл-Маунтин.
Но равнинные оджибве, как и многие другие индейские племена прерий, нередко покидали свои резервации для охоты на бизонов. Во время одной из таких отлучек группы вождя Маленькая Раковина правительство решило, что резервация Тёртл-Маунтин слишком велика для проживающих там индейцев и метисов и отдало на продажу белым поселенцам 90% её территории. Это лишило Маленькую Раковину и его людей земли. Правительство предложило им компенсацию за потерю земли (40 469 км² или 10 миллионов акров) — 10 центов за акр. Многие взяли деньги и вернулись в переполненную резервацию в Северной Дакоте, но Маленькая Раковина отказался, и равнинные оджибве его группы так и остались без официального признания. Территории для резерваций не хватало и это привело в замешательство американское правительство. К Тёртл-Маунтин пришлось добавить еще 2 000 участков из общественных земель в Монтане и Южной Дакоте, кроме того, в 1916 году в Монтане была создана ещё одна резервация для равнинных оджибве.

## География
Общая площадь резервации, включая трастовые земли (428,742 км²), составляет 614,786 км², из них 588,982 км² приходится на сушу и 25,804 км² — на воду. Административным центром резервации является статистически обособленная местность Белкорт.
Основная часть резервации расположена в округе Ролетт, штат Северная Дакота, остальные территории находятся в основном в Монтане — округа Филлипс, Блейн, Шеридан, Даниелс, Мак-Кон, Хилл, Шоуто, Либерти, Фергус, Рузвельт, Валли, Ричленд и Картер. Небольшие участки есть также в Южной Дакоте (округ Перкинс) и других округах Северной Дакоты (Берк, Дивайд, Кавалир, Мак-Генри, Мак-Лейн, Маунтрейл и Уильямс). Всего территория резервации охватывает частично 22 округа в трёх штатах.

## Демография
По данным федеральной переписи населения 2000 года, в резервации проживали 8 331 человек, уровень безработицы составлял около 50%. Годовой доход на душу населения составлял около 12 000 долларов, а уровень бедности был 38 %.
По данным Бюро по делам индейцев, уровень безработицы в Тёртл-Маунтин в 2010 году составил 69,25%. В том же году примерно 40 % семей, проживающих в резервации, жили за чертой бедности.
Согласно федеральной переписи населения 2020 года в резервации проживало 7 619 человек, насчитывалось 2 584 домашних хозяйств и 2 525 жилых домов. Средний доход на одно домашнее хозяйство в индейской резервации составлял 41 734 доллара США. Около 30 % всего населения находились за чертой бедности, в том числе 38 % тех, кому ещё не исполнилось 18 лет, и 26,6 % старше 65 лет.
Расовый состав распределился следующим образом: белые — 280 чел., афроамериканцы — 16 чел., коренные американцы (индейцы США) — 7 118 чел., азиаты — 1 чел., океанийцы — 0 чел., представители других рас — 4 чел., представители двух или более рас — 200 человек; испаноязычные или латиноамериканцы любой расы составили 80 человек. Плотность населения составляла 12,39 чел./км².